# Хайнрих XXVIII Ройс-Еберсдорф
Хайнрих XXVIII Ройс-Еберсдорф (на немски: Heinrich XXVIII Reuss-Ebersdorf; * 30 август 1726, Еберсдорф; † 10 май 1797, Хернхут, Курфюрство Саксония) от младата линия на фамилията Ройс е граф на Ройс-Еберсдорф. Роднина е на кралица Виктория от Великобритания.

## Биография
Той е третият син на граф Хайнрих XXIX фон Ройс-Лобенщайн-Еберсдорф (1699 – 1747) и съпругата му графиня София Теодора фон Кастел-Ремлинген (1703 – 1777), дъщеря на граф Волфганг Дитрих фон Кастел-Ремлинген (1641 – 1709) и графиня Доротея Рената фон Цинцендорф-Потендорф (1669 – 1743). Най-големият му брат Хайнрих XXIV Ройс-Еберсдорф (1724 – 1779) е от 1747 до 1779 г. граф на Ройс-Еберсдорф.
Той купува през 1748 г. селището Барби и дворец Барби за братската община Хернхут (пиетизъм). Следващата година там се създава теологически семинар и по-късно селището Гнадау.
Хайнрих пътува много през Германия, Швейцария, Франция, Нидерландия, Англия и Ирландия. През 1766 г. той посреща пръв в общината Хернхут австрийския император Йозеф II. През 1772 г. Хайнрих множество пъти е приеман при пътуването си от британския крал Джордж III.
През 1791 г. Хайнрих наследява след смъртта на съпругата му Агнес София фон Промниц нейните големи собствености и продава през 1793 г. господството Дрена и дворец Фечау.
Хайнрих XXVIII Ройс-Еберсдорф умира бездетен на 10 май 1797 г. на 70 години в Хернхут и е погребан там.

## Фамилия
Хайнрих XXVIII Ройс-Еберсдорф се жени на 4 ноември 1747 г. в Бертелсдорф, Хернхут, за Агнес София фон Промниц-Зорау (* 14 май 1720, Зорау/Зари; † 2 август 1791, Хернхут), дъщеря на граф Ердман II фон Промниц (1683 – 1745) и принцеса Анна Мария фон Саксония-Вайсенфелс (1683 – 1731). Те нямат деца.